# Cyberdog
Cyberdog je britanski lanac trgovine cyber/dance-odjećom sa sjedištem u Londonu. Posebne karakteristike odjeće odlikuju se u raznim fluorescentnim bojama, futurističkim izgledom, dodatcima poput glowstickova (svjetlećih štapića) te raznim ultraljubičastim reaktivnim predmetima. 

## Povijest
Cyberdog je započeo 90.-tih s malim štandom, prodavajući većinom goa trance predmete (predmete vezane uz goa trance, vrstu elektroničke plesne glazbe podrijetlom iz Indije). Nakon toga se seli u veliki prostor u The Stables Market u poznatom dijelu Londona - Camden Town. Danas Cyberdog posluje po cijelom svijetu: Manchester (Engleska), Basel (Švicarska), São Paulo (Brazil), Tokio (Japan), Moskva (Rusija) i Ibiza (Španjolska).

U Hrvatskoj Cyberdog se može kupiti u Rijeci.

## Vanjske poveznice
- Cyberdog Website  Arhivirana inačica izvorne stranice od 26. lipnja 2007. (Wayback Machine)
- Cyberdog na the Camden Guide  Arhivirana inačica izvorne stranice od 9. svibnja 2008. (Wayback Machine)